# Emanuele Clarizio
Emanuele Clarizio (* 18. Mai 1911 in Mailand; † 16. April 2001) war römisch-katholischer Kurienerzbischof und Präfekt der Güterverwaltung des Apostolischen Stuhls.

## Leben
Emanuele Clarizio empfing am 7. Dezember 1933 die Priesterweihe in Rom. Papst Pius XII. verlieh ihm am 4. Januar 1945 den Ehrentitel Überzähliger Geheimkämmerer Seiner Heiligkeit (Monsignore) und am 7. Oktober 1953 den Titel Hausprälat Seiner Heiligkeit.
Am 5. Oktober 1961 wurde er von Papst Johannes XXIII. zum Titularerzbischof von Claudiopolis in Isauria und zum Apostolischen Nuntius in der Dominikanischen Republik ernannt. Die Bischofsweihe spendete ihm Kardinalstaatssekretär Amleto Giovanni Cicognani am 21. Oktober desselben Jahres. 1967 berief Papst Paul VI. Clarizio zum Apostolischen Delegaten in Kanada. 1969 erfolgte die Ernennung zum Titularerzbischof von Antium und die Bestellung zum Pro-Nuntius in Kanada.
Von 1970 bis 1986 war er Pro-Präfekt des Päpstlichen Rates der Seelsorge für die Migranten und Menschen unterwegs. Papst Johannes Paul II. ernannte ihn am 17. November 1982 zum Präsidenten der Güterverwaltung des Apostolischen Stuhls und nahm 20. Dezember 1992 sein aus Altersgründen vorgebrachtes Rücktrittsgesuch an.